# Classificazione di Killip
La classificazione di Killip è un sistema usato in pazienti con infarto acuto del miocardio per la stratificazione del rischio.
Rappresenta un fattore prognostico: individui con una classe Killip bassa hanno meno probabilità di morire entro i 30 giorni dall'evento acuto rispetto ad altri pazienti con classe Killip più alta.

## Classi
Queste conclusioni sono state tratte in seguito ad uno studio pubblicato nel 1967 che ha reclutato 250 pazienti ricoverati presso unità coronarica per infarto acuto del miocardio che vennero suddivisi in 4 classi nel modo seguente:
- classe I:	nessun segno di insufficienza cardiaca ed assenza di 3° tono cardiaco (toni cardiaci)

- classe II:	rumori umidi < 50 % dei campi polmonari  con o senza 3° tono cardiaco

- classe III:	rumori umidi > 50 % dei campi polmonari (edema polmonare franco)

- classe IV:	shock cardiogeno (pressione sistolica <90 mmHg, ipoperfusione periferica, oliguria / anuria)

I risultati della studio mostrarono che ai pazienti in classe I era associabile una mortalità a 30 giorni dall'infarto del 6%, mentre per le classi successive la mortalità era rispettivamente del 17 % (classe II), 38 % (classe III) ed 81% (classe IV).
Poiché lo studio appena descritto prendeva in considerazione solo pazienti che presentavano all'ingresso un elettrocardiogramma tipico, cioè con sopraslivellamento del tratto st (STEMI), nel 2003 un secondo studio ha voluto verificare se la stratificazione del rischio secondo le classi di Killip era applicabile anche a pazienti con sindrome coronarica acuta  ed elettrocardiogramma senza sopraslivellamento del tratto st (NSTEMI).
Secondo quest'ultimo lavoro la classe di Killip si è dimostrata essere un valido predittore indipendente di mortalità  anche nei pazienti con NSTEMI. 
È stato osservato inoltre che i seguenti 5 fattori e cioè  età, frequenza cardiaca, pressione sistolica, slivellamento della st all'elettrocardiogramma e classe di Killip sono in grado di fornire più del 70% dell'informazione prognostica riguardo alla mortalità a 30 giorni ed a 6 mesi nei pazienti con sindrome coronarica acuta.